# Hüttenberg (Mömbris)

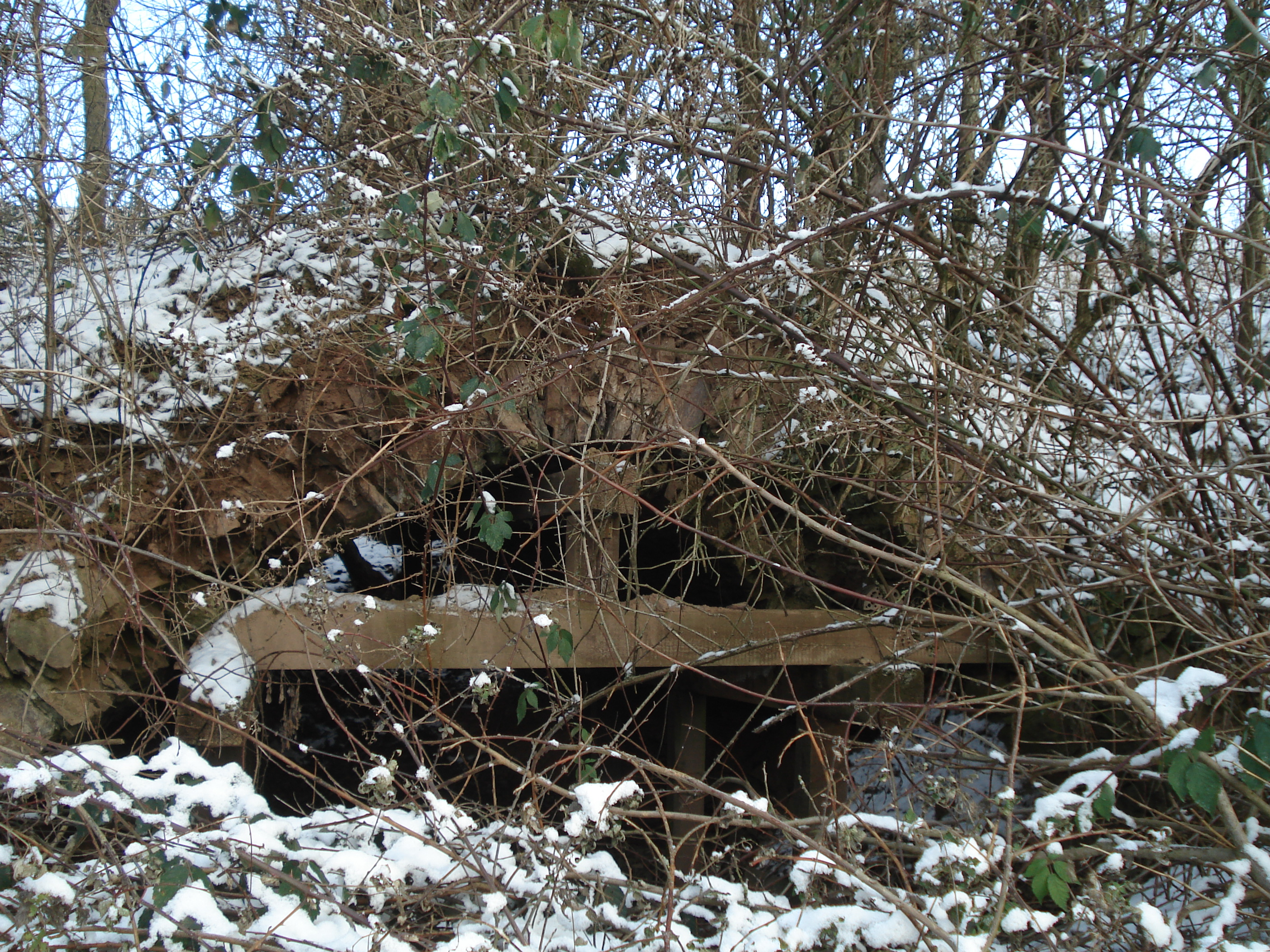
Ein zerfallenes Kellergewölbe von Hüttenberg

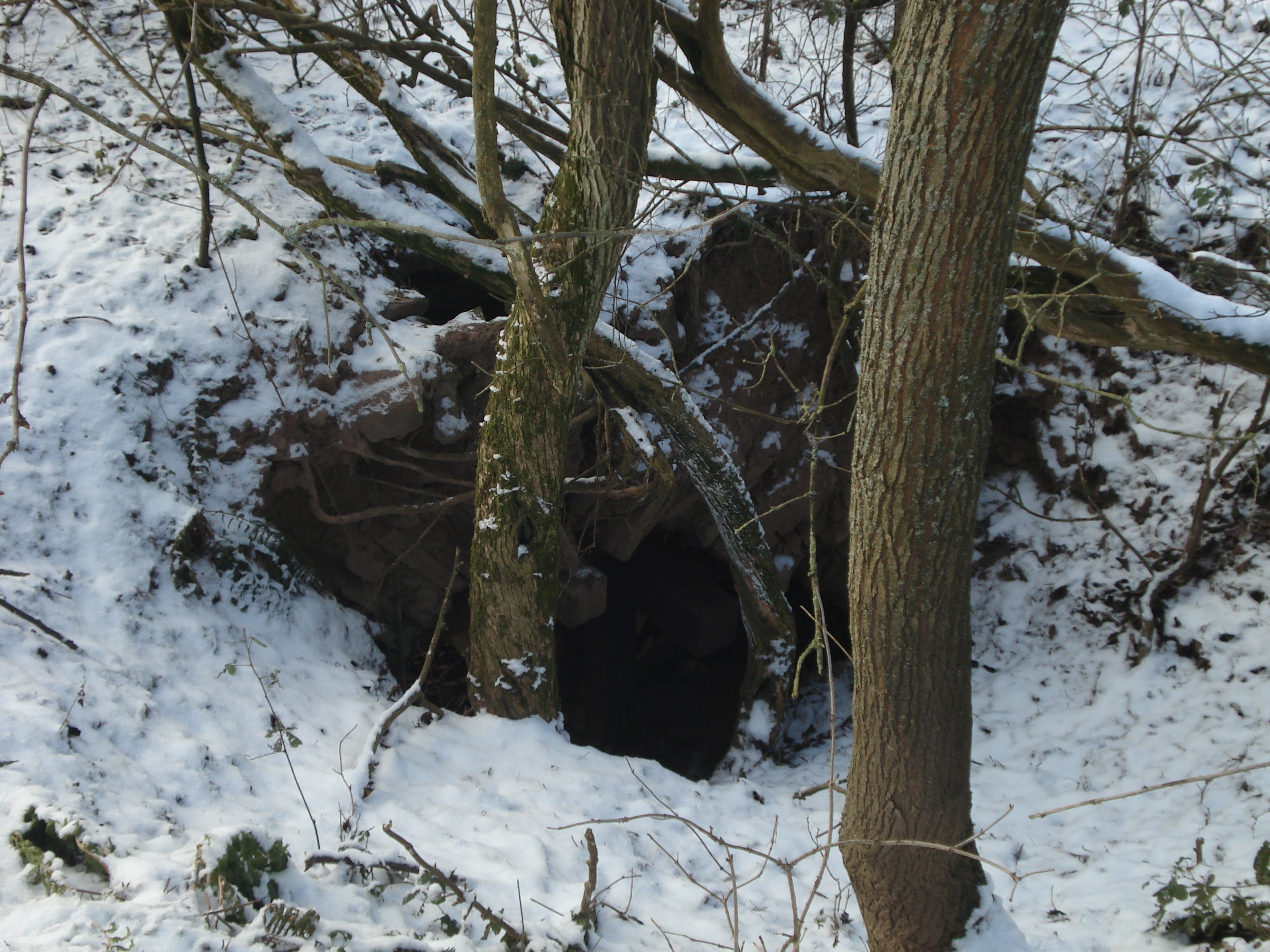
Kellergewölbe

Hüttenberg war einst eine Siedlung im unterfränkischen Landkreis Aschaffenburg, die sich auf dem heutigen Gebiet des Marktes Mömbris befand. Sie lag im Kahlgrund, einige hundert Meter nördlich der Gemarkung Mensengesäß und besteht heute nicht mehr. Nur noch die Hüttenberger Kapelle weist auf die frühere Siedlung hin.

## Geschichte
Im 15. Jahrhundert wurde Hüttenberg als Ansiedlung in der Gemarkung Mensengesäß, auf dem südöstlichen Hang des Herrenberges, benannt. Es waren nach 1700 bis Ende des 19. Jahrhunderts häufige Besitzerwechsel angesagt. Die Gebäude wurden im Jahre 1889 abgebrochen und in den Ortschaften Gunzenbach und Angelsberg wieder aufgebaut. Alle Häuser waren Fachwerkbauten. Vom ehemaligen Hofgut sind heute nur noch eine etwa 2 Meter hohe und 12 Meter lange Bruchsteinmauer und ein stark zerfallenes Kellergewölbe sichtbar. Auch der an der Mauer gelegene Brunnen ist heute noch als Quelle erkennbar. Bei den Abbrucharbeiten wurden Ziegel mit der Jahreszahl 1510 gefunden. Auch die noch bestehende Hüttenberger Kapelle sollte 1889 verkauft und abgebaut werden, jedoch haben die Käufer aus Ehrfurcht vor diesem Heiligtum das kleine Bethaus nicht abgebrochen und damit ein Zeugnis aus vergangener Zeit für die Nachwelt erhalten.
Der Hüttenbergweg in Oberschur ist nach der Wüstung Hüttenberg benannt.

## Weitere Wüstungen in der Region
| - Altdorf (bei Babenhausen) - Armansgesäß (bei Altenhaßlau) - Biebigheim (bei Wenigumstadt) - Bruchhausen (bei Hörstein) - Grubingen (bei Großheubach) - Hausen hinter der Sonne (bei Mömlingen) | - Hergeresfeld (bei Wirtheim) - Hildenhausen (bei Harreshausen) - Karlesberg (bei Mömbris) - Langenbrücken (bei Babenhausen) - Das alte Nilkheim (bei Leider) - Prischoß (bei Alzenau) | - Das alte Ringheim (bei Großostheim) - Rothenberg (bei Niedersteinbach) - Ruchelnheim (bei Obernau) - Sadelbach (bei Feldkahl) - Wohnstadt (bei Brücken) - Zell (bei Zellhausen) |